# 扬州金奥中心
揚州金奧中心，是中國揚州市的一座摩天大樓，位于江都區文昌東路與建都路交匯，高300公尺、60層樓，於2011年動工、預計2025年完工，完工後為揚州最高樓。